# Penstemon perfoliatus
Penstemon perfoliatus är en grobladsväxtart som beskrevs av A. Brongn.. Penstemon perfoliatus ingår i släktet penstemoner, och familjen grobladsväxter. Inga underarter finns listade i Catalogue of Life.